# Тонкохвосты
Тонкохвосты, или ишнура (лат. Ischnura) — род мелких стрекоз из семейства стрелок (Coenagrionidae). Распространены по всему миру, включая различные океанические острова. Самцы имеют развитые выступы на конце брюшка, из-за чего род получил своё название.

## Внешний вид и строение
Ischnura мелкие или очень мелкие стрекозы. Сложные глаза взрослых особей имеют тёмную верхнюю верхнюю и светлую нижнюю части. Грудь часто зелёная и может иметь боковые полосы, а брюшко у самца чёрное с голубым кончиком. Самки некоторых видов проявляют полиморфизм, некоторые из них с возрастом становятся оранжевыми и темнеют, в то время как другие остаются похожими на самцов.

## Виды
Род включает следующие виды:
- Ischnura abyssinica Martin, 1908
- Ischnura acuticauda Lieftinck, 1959
- Ischnura albistigma Fraser, 1927
- Ischnura aralensis Haritonov, 1979
- Ischnura ariel Lieftinck, 1949
- Ischnura asiatica (Brauer, 1865)
- Ischnura aurora Brauer, 1865
- Ischnura barberi Currie, 1903
- Ischnura buxtoni Fraser, 1927
- Ischnura capreolus (Hagen, 1861)
- Ischnura cardinalis Kimmins, 1929
- Ischnura cervula Selys, 1876
- Ischnura chingaza Realpe, 2010
- Ischnura chromostigma Fraser, 1927
- Ischnura cruzi De Marmels, 1987
- Ischnura cyane Realpe, 2010
- Ischnura damula Calvert, 1902
- Ischnura demorsa (Hagen, 1861)
- Ischnura denticollis (Burmeister, 1839)
- Ischnura dorothea Fraser, 1924
- Ischnura elegans (vanderLinden, 1823)
- Ischnura erratica Calvert, 1895
- Ischnura evansi Morton, 1919
- Ischnura filosa Schmidt, 1951
- Ischnura fluviatilis Selys, 1876
- Ischnura forcipata Morton, 1907
- Ischnura fountaineae Morton, 1905
- Ischnura gemina (Kennedy, 1917)
- Ischnura genei (Rambur, 1842)
- Ischnura graellsii (Rambur, 1842)
- Ischnura haemastigma Fraser, 1927
- Ischnura hastata (Say, 1839)
- Ischnura heterosticta (Burmeister, 1839)
- Ischnura inarmata Calvert, 1898
- Ischnura indivisa (Ris, 1918)
- Ischnura intermedia Dumont 1974
- Ischnura isoetes Lieftinck, 1949
- Ischnura karafutonis Matsumura, 1931
- Ischnura kellicotti Williamson, 1898
- Ischnura luta Polhemus, Asquith & Miller, 2000
- Ischnura ordosi Bartenev, 1912
- Ischnura pamelae Vick & Davies, 1988
- Ischnura perparva Selys, 1876
- Ischnura posita (Hagen, 1861)
- Ischnura prognata (Hagen, 1861)
- Ischnura pruinescens (Tillyard, 1906)
- Ischnura pumilio  (Charpentier, 1825)
- Ischnura ramburii (Selys, 1850)
- Ischnura rhodosoma Lieftinck, 1959
- Ischnura rubella Navás, 1934
- Ischnura rufostigma Selys, 1876
- Ischnura rufovittata (Blanchard, 1843)
- Ischnura saharensis Aguesse, 1958
- Ischnura sanguinostigma Fraser, 1953
- Ischnura senegalensis (Rambur, 1842)
- Ischnura spinicauda Brauer, 1865
- Ischnura stueberi Lieftinck, 1932
- Ischnura taitensis Selys, 1876
- Ischnura thelmae Lieftinck, 1966
- Ischnura ultima Ris, 1908
- Ischnura verticalis (Say, 1839)
- Ischnura vinsoni Fraser, 1949